# Cauã Reymond
Cauã Reymond Marques (Río de Janeiro, 20 de mayo de 1980) es un actor y modelo brasileño. Ha protagonizado telenovelas de Rede Globo como Cuento encantado y Avenida Brasil y tuvo actuaciones destacadas en El color del pecado, La favorita y Passione.

## Biografía
Reymond nació en la ciudad de Río de Janeiro, Brasil. Es descendiente de portugueses, suizos e indios.
Comenzó su carrera como modelo a los 17 años de edad. Gracias a ello, llegó a vivir en Milán y París. Después se mudó a Nueva York, en donde por dos años hizo un curso de interpretación con Susan Batson. Además de haber sido modelo, Cauã es cinturón negro en jiu-jitsu; fue bicampeón brasileño. Además de la lucha, también practica yoga y surf.
En 2012 protagonizó unas de las producciones televisivas más exitosas, Avenida Brasil junto a
Débora Falabella.
En 2002 comenzó a salir con la actriz, Alinne Moraes. Los dos vivieron juntos hasta el final de la relación en 2005, después de tres años de noviazgo. En 2007 se casó con la actriz Grazi Massafera; tuvieron una hija llamada Sofía, y en 2013 se divorciaron.
En el 2016 comenzó a salir en pareja con Mariana Goldfarb.
El 14 de abril de 2019 se casaron.
El 19 de abril de 2023 tanto Mariana Goldfarb y Caua Reymond confirmaron su divorcio en las redes sociales,después de 7 años de relación.

## Filmografía

### Televisión
| Año       | Título              | Personaje                                                          |
| --------- | ------------------- | ------------------------------------------------------------------ |
| 2002-2003 | Malhação            | Mauricio "Maumau" Terra                                            |
| 2004      | El color del pecado | Thor Sardinha                                                      |
| 2004-2005 | Como una ola        | Floriano                                                           |
| 2005-2006 | Belíssima           | Mateus Güney                                                       |
| 2007      | Eterna magia        | Lucas Finnegan                                                     |
| 2008-2009 | La favorita         | Halley Gonzaga da Silva/ Mateus Fontini                            |
| 2010-2011 | Passione            | Danilo Gouveia                                                     |
| 2011      | Cuento encantado    | Jesuíno Araújo                                                     |
| 2012      | Avenida Brasil      | Jorge "Jorgito" Araújo Moreira/Cristiano Oliveira Moreira "Patata" |
| 2013-2014 | Amores robados      | Leandro Dantas                                                     |
| 2014      | El cazador          | André Câmara                                                       |
| 2015-2016 | Reglas del juego    | Juliano Pereira                                                    |
| 2016      | Justicia            | Mauricio "Mau" Pereira de Oliveira                                 |
| 2017      | Dos hermanos        | Omar/Yaqub                                                         |
| 2018-2019 | Isla de hierro      | Dante Giordano                                                     |
| 2021-2022 | Un lugar al sol     | Christofer Alves dos Santos/ Renato Muniz Meirelles                |
| 2023-2024 | Tierra de deseos    | Caio La Selva                                                      |
| 2025      | Vale Tudo           | César Ribeiro                                                      |

### Cine
| Año  | Título                                   | Personaje        |
| ---- | ---------------------------------------- | ---------------- |
| 2003 | The Rundown                              | Michael          |
| 2004 | Ódiquê?                                  | Tito             |
| 2005 | Mais Uma Vez Amor                        | Deyner           |
| 2006 | A Máquina                                | Joaquim          |
| 2007 | Falsa Loura                              | Bruno            |
| 2008 | Romance                                  | Renan            |
| 2009 | Se Nada Mais Der Certo                   | Léo              |
| 2009 | Divã                                     | Murilo Almeida   |
| 2009 | Flordelis - Basta uma palavra para mudar |                  |
| 2009 | À Deriva                                 | Barman           |
| 2009 | Não se Pode Viver sem Amor               | João             |
| 2010 | Borboletas Indômitas                     |                  |
| 2011 | Estamos Juntos                           | Murilo           |
| 2011 | Meu País                                 | Tiago            |
| 2012 | Reis e ratos                             | Hervê Gianini    |
| 2013 | Tatuagem                                 | Jurandir         |
| 2014 | Língua Seca                              | Ara              |
| 2014 | Alemão                                   | Capo de la droga |
| 2014 | Tim Maia                                 | Fábio            |